# BTS World
BTS World — мобильная игра, разработанная компанией Takeone Company Corp и опубликованная крупнейшей южнокорейской игровой компанией Netmarble, выпущенная 26 июня 2019 года на платформах Android и iOS. Была закрыта 26 декабря 2023 года.

## Геймплей
«Мир BTS» — игра в стиле визуального романа, подавляющая часть сюжета построена на индивидуальном выборе игрока и на диалогах между ним и персонажами. Игроку предстоит пройти весь путь с BTS, начиная с 2012 года (предебюта) до настоящего момента времени (2019 года).
В игре используются реальные фотографии и видео, отснятые участниками группы специально для игры.

## Разработка
Согласно официальным данным, разработка игры продолжалась в течение двух лет, начиная с 2017 года. Южнокорейская игровая компания Netmarble, выступившая издателем игры, подчеркнула, что сильная фанбаза BTS «поможет выйти на хороший рынок для создания приложения».
«Мир BTS» стало вторым приложением BTS, выпущенным на мобильных телефонах. Впервые группа выпустила собственную игру в январе 2018 года — «Superstar BTS» (аналог «Superstar SMTOWN» и «Superstar JYPNation» от компании Dalcomsoft).

## Персонажи
По данным официального веб-сайта игры, в сюжете действуют семь различных индивидуальных историй участников помимо общей.
- Ким Намджун — студент литературного факультета и начинающий писатель.
- Ким Сокчин — стажёр в отеле.
- Мин Юнги — студент музыкального факультета по направлению «Фортепиано».
- Чон Хосок — студент ветеринарной клиники.
- Пак Чимин — ученик старшей школы.
- Ким Тхэхён — ученик старшей школы.
- Чон Джонгук — ученик старшей школы.